# 廣播大樓 (卡地夫)

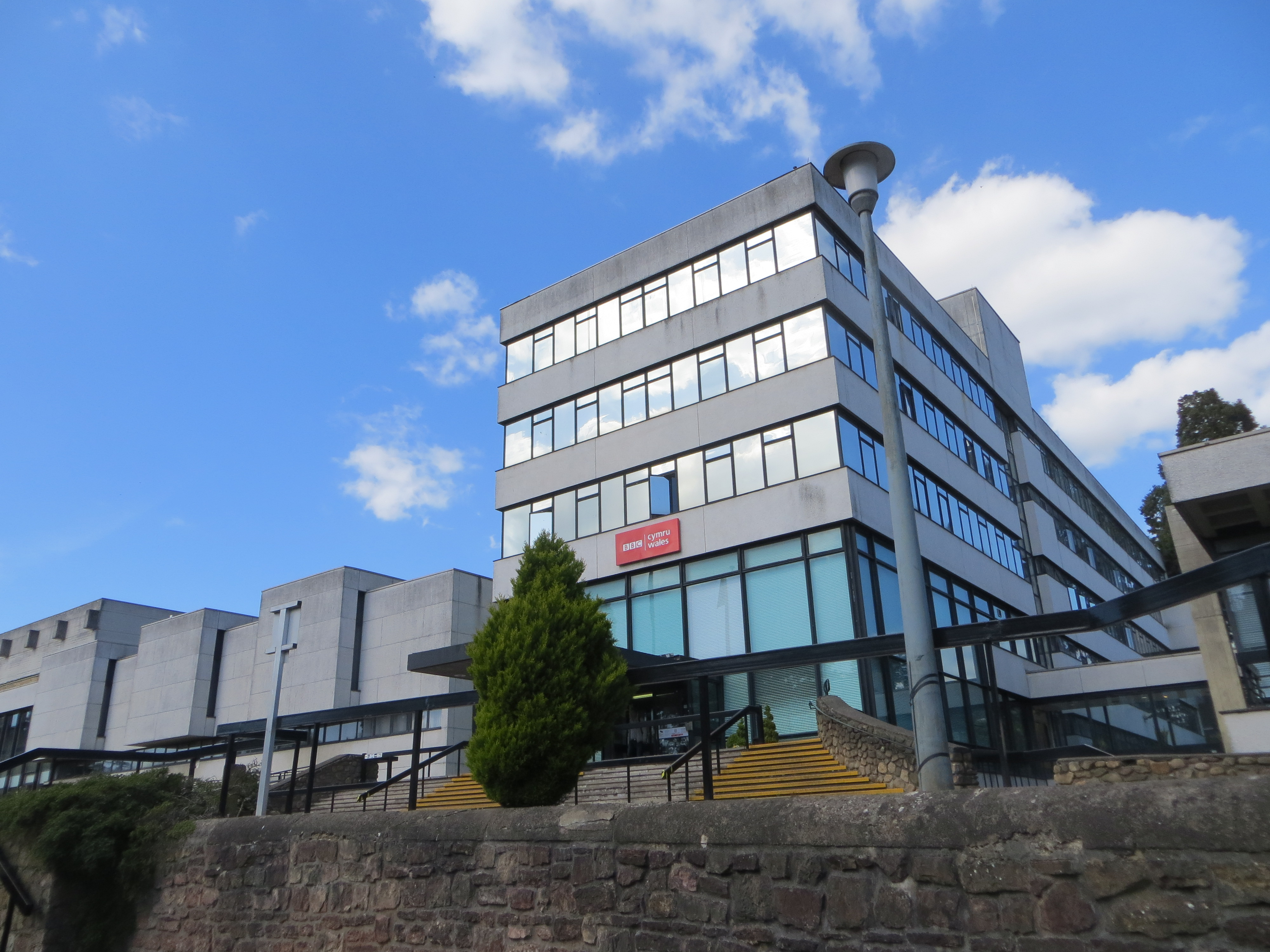
卡地夫廣播大樓

51°29′51.36″N 3°13′38.28″W / 51.4976000°N 3.2273000°W
廣播大樓（英語：Broadcasting House），是BBC威爾斯昔日的總部，位於威爾斯首府卡地夫北部。這座建築開業於1966年，由攝影棚、辦公區和技術設施三個部分構成。2015年，BBC宣布將把總部遷往位於加迪夫中央車站北側中央廣場新建的總部大樓。2020年7月總部搬遷，2022年完成拆除。

## 外部連結
- 在BBC Online了解BBC Wales
- 在BBC Online了解BBC Cymru